# Julian Schieber
Julian Schieber (sinh 13 -2- 1989 tại Backnang) là tiền đạo người Đức đang chơi cho CLB ở Bundesliga là Borussia Dortmund.

## Sự nghiệp

### VfB Stuttgart
Schieber lên đội 1 của VfB Stuttgart từ đội trẻ của chính đội bóng này và là một tiền đạo tiềm năng của đội tuyển Đức.

### Borussia Dortmund
Mùa giải 2012–13 Schieber chuyển sang Borussia Dortmund..Anh là tiền đạo rất khỏe, được coi là một Mario Gomez mới ở khả năng chọn vị trí và dứt điểm tốt.

## Sự nghiệp thi đấu quốc tế
Schieber chơi cho U21 Đức trận đầu tiên trong chiến thắng 6-1 trước San Marino

## Thống kê sự nghiệp

### Câu lạc bộ
Tính đến ngày 30 tháng 6 năm 2015.
| Câu lạc bộ            | Mùa giải            | Bundesliga | Bundesliga | Cúp quốc gia | Cúp quốc gia | Khác | Khác | Châu Âu | Châu Âu | Tổng cộng | Tổng cộng |
| Câu lạc bộ            | Mùa giải            | Trận       | Bàn        | Trận         | Bàn          | Trận | Bàn  | Trận    | Bàn     | Trận      | Bàn       |
| --------------------- | ------------------- | ---------- | ---------- | ------------ | ------------ | ---- | ---- | ------- | ------- | --------- | --------- |
| VfB Stuttgart         | 2008–09             | 12         | 0          | 0            | 0            | —    | —    | 1       | 0       | 13        | 0         |
| VfB Stuttgart         | 2009–10             | 19         | 3          | 3            | 1            | —    | —    | 7       | 0       | 29        | 4         |
| 1. FC Nürnberg (mượn) | 2010–11             | 29         | 7          | 4            | 3            | —    | —    | —       | —       | 33        | 10        |
| 1. FC Nürnberg (mượn) | Tổng cộng           | 29         | 7          | 4            | 3            | —    | —    | —       | —       | 33        | 10        |
| VfB Stuttgart         | 2011–12             | 18         | 3          | 2            | 0            | —    | —    | —       | —       | 20        | 3         |
| VfB Stuttgart         | Tổng cộng           | 49         | 6          | 5            | 1            | —    | —    | 8       | 0       | 62        | 7         |
| Borussia Dortmund     | 2012–13             | 23         | 3          | 4            | 1            | 1    | 0    | 9       | 1       | 37        | 5         |
| Borussia Dortmund     | 2013–14             | 12         | 0          | 4            | 1            | 0    | 0    | 4       | 0       | 20        | 1         |
| Borussia Dortmund     | Tổng cộng           | 35         | 3          | 8            | 2            | 1    | 0    | 13      | 1       | 57        | 6         |
| Hertha BSC            | 2014–15             | 16         | 7          | 2            | 1            | —    | —    | —       | —       | 18        | 8         |
| Hertha BSC            | Tổng cộng           | 16         | 7          | 2            | 1            | —    | —    | —       | —       | 18        | 8         |
| Tổng cộng sự nghiệp   | Tổng cộng sự nghiệp | 129        | 23         | 19           | 7            | 1    | 0    | 21      | 1       | 170       | 31        |